# Abbaye Notre-Dame de Gercy
Pour les articles homonymes, voir Abbaye Notre-Dame et Notre-Dame.
L'abbaye Notre-Dame de Gercy (ou abbaye Notre-Dame de Jarcy) était une abbaye augustinienne de 1260 à 1515, puis bénédictine de 1515 à 1791. Elle était rattachée au diocèse de Paris, dans l'archidiaconé de Brie, au doyenné du Vieux Corbeil, située sur l'actuelle commune de Varennes-Jarcy, dans l'Essonne.

## Historique

### Des origines auXVesiècle
L'abbaye fut fondée en 1260 sur la terre de Gercy, un écart du hameau de Varennes, par Jeanne de Toulouse (1220-1271), comtesse de Toulouse et marquise de Provence, avec son époux Alphonse de France (1220-1271), frère du roi Louis IX (1214-1270), dit Saint Louis, quelque temps avant leur départ pour la huitième croisade.
L'abbaye est confiée à l'origine à quarante chanoinesses régulières de la stricte observance de l'abbaye Saint-Victor de Paris, de  l'ordre de Saint-Augustin. En 1270, le couple s'engage dans la huitième croisade, mais le roi, malade, meurt à Tunis. Pendant le retour, le couple également malade, s'arrête au château de Corneto, près de Sienne. Alphonse y meurt le 21 août 1271, et Jeanne, de dysenterie le 25 août 1271. Sa dépouille est rapportée d'Italie pour être inhumée dans le chœur de l'abbaye. Le temps du départ pour la croisade fit que les fondateurs négocièrent avec Étienne Tempier (1210-1279), évêque de Paris de 1268 à sa mort, ainsi qu'avec l'archidiacre de Brie et le curé de Gercy pour que le monastère soit construit près de l'église, et que celle-ci devienne celle de l'abbaye. Pour faciliter la négociation, ils firent édifier plus loin une église qui devint celle de la paroisse. Le curé Pierre consentit à ce transfert car il reçut 20 livres de rente assignées sur les offrandes de son ancienne église, devenue abbatiale. Alexis Martin mentionne que cela représentait le produit ordinaire des cures et que cela équivaudrait à la fin du XIXe siècle à l'équivalent de 400 livres. Les fondateurs assignèrent une somme de 500 livres de rente par an pour pourvoir à l'entretien de 30 religieuses. Au bout de 10 ans les religieuses étaient au nombre de 40.
Entre 1260 et 1265, Jeanne de Toulouse avait réussie à obtenir de l'abbaye Saint-Sernin de Toulouse des reliques de saint Barthélemy — son crâne et un os de son bras droit —, enchâssé dans un reliquaire de vermeil, qui feront l'objet d'un pèlerinage au cours des siècles. À réception de ces reliques, Saint Louis donna à l'abbaye un droit de foire et de marché pour le jour du 24 août, jour de la fête de ce saint apôtre. Louis XII (1462-1515) étendit ce droit au lendemain de cette fête.
Philippe III le Hardi (1245-1285) confirma la fondation de l'abbaye, ainsi que ses droits, dans des lettres de Saint-Germain-en-Laye datées du mois de février 1272.

### XVIeetXVIIesiècles
En 1515, à la suite des relâchements des mœurs dans l'enceinte du monastère et à la demande de la reine Claude de France (1499-1524), l'abbaye fut réformée et devient bénédictine avec la venue de douze religieuses de l'abbaye de Montmartre le 22 juillet 1515. Depuis ce temps-là le gouvernement de l'abbaye changea, l'abbesse ne fut plus triennale.
Les différentes inondations en 1625 et 1665 provoquèrent d'importantes destructions dont une étable, le pont de bois, et une partie du mur du monastère.
En 1652, pendant la Fronde, elle est mise au pillage par l'armée de Lorraine et de Turenne.

### XVIIIeetXIXesiècles
En 1751 , l'abbaye royale Sainte-Anne d'Issy, près de Paris de bénédictines , qui avait été fondé par Françoise Henriette de la Fontaine, qui en fut la supérieure. Nicolas Legendre (1619-1671), un sculpteur reconnu dans le milieu religieux, ami de Charles Lebrun, premier peintre  du Roi-Soleil, réalisa pour la porte de l'abbaye royale deux grandes figures en pierre représentant saint Benoît et sainte Scholastique. Mais la communauté fut dispersée en 1751 et ses biens attribués aux religieuses de l'abbaye de Gercy en Brie. À sa place, s'installèrent deux ans plus tard les prêtres de Saint François de Salles, une communauté massacrée en 1792.
En 1751 et 1759, l'abbesse Julie Lenorman donne à baux pour une durée de 9 ans des biens pour un loyer de 600 livres payable par trimestre
C'est le 21 septembre 1780 qu'est posée la première pierre de la reconstruction du logis abbatial par Monsieur le comte de Provence, qui régnera plus tard sous le nom de Louis XVIII. Son épouse Marie-Joséphine de Savoie (1753-1810), donc belle-sœur du roi Louis XVI, donne procuration à l'abbesse pour la représenter au baptême des cloches de la paroisse de Varenne qui eut lieu le 15 octobre 1781

### XXeetXXIesiècles
Il ne reste au XXIe siècle qu'une tour dite Tour des cloches, en bordure de route, faisant peut être partie de la reconstruction de l'édifice si toutefois la disposition du clocher avait été modifiée. Car les deux tourelles sur la gravure de 1704 ne permettent pas d'accéder au clocher. De plus elles sont rondes et ici nous avons une tour octogonales.
Quelques caves, et départs de souterrains, ainsi que quelques pans de murs. Il reste toutefois le moulin et l'église abbatiale.

## Description

### Abbatiale
C'était une grande église gothique dont les verrières furent posées à la fin du XIXe siècle dans l'église paroissiale de Varennes-Jarcy. Elle était selon Chastelain et Lebeuf construite en deux parties. La plus ancienne montrait un style de transition tel que la tour octogonale construite en pierre de petit appareil, et qui renferme l'escalier qui menait à la tour des cloches. C'était à l'origine l'église paroissiale de Gercy, sous le vocable de saint Barthélemy, qui depuis est sous celui de la Vierge. Les religieuses ont rapporté d'autres reliques, dont celles de saint Marc et saint Marcellien. Cette église était de style gothique et de grandes dimensions avec un avant-chœur, à l'extrémité duquel sont placés deux autels, un de chaque côté de la grille. Vis-à-vis de chaque autel, contre le dernier pilier du chœur de chaque côté sont placées deux épitaphes de marbre symétriques, à droite celui de Saint-Gelais Lansac Lusignan, et à gauche celui de M. de Pérefixe, archevêque de Paris, avec son cœur en haut.

#### Vitraux
Ces vitraux datent de 1225-1230 et forment un des plus importants ensembles de l'art du vitrail gothique dans l'Île-de-France avant la réalisation de ceux de la Sainte-Chapelle (1244-1248). Parmi eux :
- l’Arbre de Jessé, illustrant la descendance rêvée par Jessé, père de David tous les deux ici disparus. C'est de cette famille que sont issus la Vierge et le Christ. La baie est ornée de compositions végétales[8] ;
- Vie de saint Martin, large baie qui se lit de bas en haut et de gauche à droite. Ce saint fut l'un des plus populaires au Moyen Âge. Il y figure remettant la moitié de son manteau à un pauvre un soir d'hiver devant la porte d'Amiens [9]. Puis un ange lui apparaît, lui signifiant qu'il fait cela au nom du Christ[10]. Le voilà devenu évêque de Tours et dévie la chute d'un pin arrivant vers lui [11]. Le voici accueilli par le Christ au sein du Paradis[12] ;
- Décor végétal[13].

#### Sépultures et sculptures
- Tombe d'Ameline, seconde abbesse morte en 1324, monument détruit[14].
- Tombe de Marguerite Grenier ou Granier, morte en 1540, épitaphe, monument détruit[15].
- Tombe de Françoise de Péréfixe de Beaumont, abbesse morte en 1686, marbre blanc, habit et voile en marbre noir, près de la grande grille dans le chœur des religieuses. Tombe détruite[16].
- Tombe de Claude Foucault, abbesse morte en 1675 tombe disparue[17].
- Tombe du chevalier Aubert de Cervigny, mort en 1302. Tombe disparue[18].
- Tombe de Jeanne du Puy de Vatan, disparue. En marbre blanc, le voile et l'habit en marbre noir, elle était au milieu de chœur des religieuses, au pied du tombeau de la fondatrice[19].
- Pierre tombale d'Ode ou Odette de Gercy[Note 3], tombe disparue[20].
- La tête du gisant de Jeanne de Toulouse qui y fut découverte est conservée à Paris au musée de Cluny. Elle est en pierre et mesure 24,5 × 24,5 × 8,9 cm[21]. Dom Bernard de Montfaucon transcrit le texte de l'inscription portée sur sa tombe de marbre blanc, telle qu'elle était visible entre 1720 et 1730 : « Cy-gist le corps de très haute et puissante dame  madame Jehanne, comtesse de Toulouze, et de Poictiers épouse de haut et très-puissant prince monseigneur Alphonse, frère du bon roy saint Louis, fondateurs de cans, laquelle décéda l'an 1271, le jour de l'Assomption de Notre-Dame[Note 4]. Priez Dieu pour son âme. Amen »,[Note 5]. L'auteur ajoute qu'elle porte une couronne d'un aspect proche de celle des reines de France. La statue a disparu mais la pierre tombale existe toujours.
- Près du grand autel, du côté des séculiers, une pierre tumulaire était enclavée dans le mur de gauche, gravée de l'effigie d'un chevalier portant armure et de l'inscription : « Cy-gist monseigneur Artus, chevalier , sire de Pomeure et Belle-Assise, qui trépassa l'an de grâce 1361, le vingt-sixième jour de septembre, Priez Dieu pour lui » [Note 6]. Ce chevalier Artus était également seigneur de Noisemont. Poincy  fut l'époux de dame Fague, avec laquelle il eut quatre enfants : Perceval Ier ; Artus II ; Marguerite et N… qui fut religieuse à Chelles. Il avait conclu avec l'abbesse et les religieuses un contrat stipulant « d'estre en sépulture en leur église par devant le Grand Autel entre les deux derniers piliers à main senestre, en allant audit Grand Autel en lespesseur du mur ladite sépulture. Le dit seigneur donne aux religieuses une maison qu'il avait assise aux bords des Grays, et toutes les terres, près et cens appartenant à ladite maison, 24 livres parisis de rente annuelle pour avoir 6 livres de rente. Il y aura un drap d'or sur son corps, et autour une chapelle pour mettre le luminaire lequel aura 200 onces de cire en cierges et torches, et aussy aura deux chevaux et deux hommes  montés dessus, couvert des armes du dit seigneur et deux autres chevaux sur lesquels on lévera deux bannières de ses armes c'est à savoir un des chevaux couvert d'une des bannières pour la guerre, l'autre pour le tournoy et aura chacun homme armé d'un heaume et un écu »[22].
- Tombe double de Perceval de Pommeuse et de son épouse Marguerite de Blainville [23], lui mort en 1363 et elle en 1379. Pierre tombale toujours visible en extérieur à droite au moulin de Jarcy.
- Près de la grille se voyait une tombe sur laquelle était représentée une femme vêtue d'une robe herminée, sans bourse. À côté de sa tête, des armoiries représentant quatre oiseaux ou merlettes, le vide étant rempli de fleurs de lys. À côté de la jambe gauche de cette femme, une petite figure tenant un livre près d'une inscription : « Aales de Soisel ». Sur le tour de la tombe est inscrit en capitales gothiques un morceau d'épitaphe : « FU DES OIRS DE BRVNOI JADIS FEMME DE MONSEIGNEUR JEHAN DE SOISEL, QUI DONNA CEANS VI ARPENS DE VIGNE†UNE FILLE »[1].
- Derrière le grand-autel se trouvait la tombe de Toussaint Barrin (1506-1581), dit  de Vincelle(s)[Note 7], chanoine de la Sainte-Chapelle du Palais, à Paris, abbé de Saint-Pierre et de Saint-Paul de Ferrières et de abbaye Sainte-Croix de Saint-Lô, qui mourut le 2 mai 1581, âgé de 75 ans[24], également abbé  de Saint-Romain de Blaye, et de Saint-Maurice, prêtre et confesseur du connétable Anne de Montmorency, et président de son Conseil[25],[26]. Tombe détruite dont un dessin est conservé à Oxford à la bibliothèque Bodléienne[27].
- Double pierre tombale d'Anne et Françoise Lusignan de Saint-Gelais, tombe disparue[28].
- Monsieur de Saint-Gelais-Lansac-Lusignan, son épouse et leur fille.
- Pierre tombale de madame Françoise Péréfixe de Beaumont, visible à gauche au moulin de Jarcy. Brisée en deux, il ne reste que la partie supérieure.
- Deux autres pierres dégradées et non identifiées sont visibles à l'intérieur du moulin de Jarcy, entre l'entrée et la salle.

## Abbesses

### Abbesses augustiniennes
1. 1260-1287 : Oda (Eude) de Gercy (12?-1287). Inhumée dans le chœur des religieuses sous une tombe plate qui porte : « Hiciacet omnimoda virtute nitens foror Oda de Gercy, prima genitrix et paftor optima, numquam dedignans fubyci Sponte refignans, infundens mores, aluit, docuitq; forores.Stirpe fuit clara et  clarior hocquia cara Chrifte? Nunt fuauiffimam cius pacem quiefcat, anno  milleno ducenteno nonageno quarto vincetis tranfiit. Efto huic pius Domine Deus, regnans  fine fine. Amen »
2. 1294-1304 : Ameline (?-1304), seconde abbesse selon l'épitaphe de sa pierre tombale dans le chœur de l'église. : « L'an mil trois cents et quatre - Me vint la mort du tent abbattre - Lendemain de Fainct Michel l'Archange - Fus mife en ce lieu eftrange - Ameline fu ie appellée - Des premiers Nones velée - Seconde Abbeffe de Gercy - O Roy Iefus demande mercy » ,[29]

- 14.. - 1475 : Nicole Luillier, au 3 janvier 1474 cette abbesse demande au Parlement de Paris une main levée de la saisie de son temporel, et que dans cette attente on veuille bien  lui donner, à titre de provisions cent sols parisis. En 1475 le Parlement confie l'administration du temporel à l'archidiacre de Brie, avec le pouvoir de la punir, et même de la déchoir. Il lui est fait défense à elle d'aliéner aucune chose sans le consentement des religieuse[30]
- ?-1499 : Pétronille d'Este.

### Abbesses bénédictines
À la fin du XVIIIe siècle une fois l'abbaye détruite, les pierres tombales furent conservées et servirent à remplacer le pavage du moulin voisin, sur les bords de l'Yerres, qui avait appartenu à l'abbaye et que l'on voit sur la gravure de l'abbaye datant de 1704, conservée à la Bibliothèque nationale de France. Au XXIe siècle il ne subsiste dans ce moulin que 4 pierres tombales : Perceval de Pommeuse et son épouse Marguerite de Blainville, et celle de Françoise de Péréfixe de Beaumont. La quatrième n'étant pas identifiée.
- 1515-1535 : Martine du Moulin (1449-1535) [Note 8] apparentée à la famille du Moulin, seigneurs de Fontenay en Brie, Servon, etc. Elle gouverna jusqu'en 1535, date de sa mort, à l'âge de 86 ans. Elle avait été religieuse à Chelles, avant que d'être abbesse triennale à Montmartre.
- 1535-avril 1540 : Marguerite Granier, ou Grenier, abbesse pendant 25 ans, morte et inhumée à l'abbaye. Sa tombe est une pierre plate sur laquelle est gravé : « Cy gift Reverende mère, Soeur Marguerite Grenier, en fon vivant deuxiefme Abbesse de la reformation de ceans, humble, dévote, et vertueuse. Laquelle trefpaffa le quatorzifme iour du mois d'Avril mil cinq cents quarante. Priez  Dieu pour fon ame » , [31]
- mai 1540-mai 1576 : Jeanne Baudichon (morte en mai 1576), abbesse inhumée dans l'abbaye sous une pierre plate sur laquelle est inscrit : « Cy gift devote et Religieuse perfonne, Madame Jeanne Baudichon: laquelle a été par l'efpace de 35 ans Abbeffe duCouvent de ceans. Qui deceda le 15 iour de May 1576. Priez Dieu pour elle » ,[31]
- 1576 - Madeleine de Montmorency. Elle avait fait profession à Fontevraud C'est elle qui vendit l'hospice que possédait l'abbaye à Paris rue du Coq-Saint-Jean[32].
- 15..-1590 : Madeleine d'Elbène[33].
- 1600-1640 : Jeanne du Puy de Vatan, régna de 1600 à 1640[34] sur l'abbaye avec autorité à l'époque de l'apogée de celle-ci qui possédait alors des biens considérables. Sa tombe de marbre blanc la représente les mains jointes, en habit et voile de marbre noir et les religieuses ont fait inscrire au pied de son tombeau: « Cy  gist très hautte et très révérende  Dame Jeanne du Puy de la maison de Vatan laquelle a esté l'espace de ses 41 ans, Abbesse de céans, et réformatrice, qui trépafsale 2eme jour de Décembre 1640, priez pour son âme ». C'est sous son abbatiat que la règle est le plus respectée. Elle ôte tout propre aux religieuses, les contraignant de quitter les meubles d'argent, et de garder la clôture. C'est également elle qui fit changer le costume des religieuses qui de blanc devint noir. La première décennie de son abbatiat est pourtant l'objet d'un scandale important puis qu'elle a abrité dans son logis abbatial sa sœur Marie, et son amant et qu'elle est à la base de la combine pour les marier alors que celui n'est autre qu'Éric de Lorraine, évêque de Verdun[35]
- 1639-1652 : Anne de Lusignan de Saint Gelais (1616-1652)[Note 9], morte à l'âge de 36 ans, le 24 juin 1652 après avoir siégé 12 ans et sept mois. Elle entra en religion aux Ursulines de Nevers, puis fut abbesse de l'abbaye Notre-Dame de Beauvoir, avant de venir à Jarcy.
- 1652-1671 : Françoise de Lusignan de Saint Gelais (1622-1671), sœur de la précédente. Elle est morte à l'âge de 49 ans, le 27 février 1671, elle siégea 19 ans. Elle fut inhumée dans la même tombe que sa sœur. La tombe est en pierre, à droite entre la grille et les chaires; dans le chœur des religieuses. Elle avait comme sa sœur été religieuse aux Ursulines de Nevers, puis abbesse de l'abbaye Notre-Dame de Beauvoir, en Berry avant de venir à Jarcy[Note 10] ,[36].
- 1671-1673 : Françoise de Péréfixe de Beaumont, sœur de l'archevêque de Paris, précepteur de Louis XIV. Elle résigne en 1673. Elle obtint le cœur de son frère mort et le fit placer dans l'église abbatiale[37]
- 1673-1675 : Claude Foucault (17 novembre 1641- 15 décembre 1675)[Note 11], nommée le 20 mars 1673 par le roi, à la suite de la résignation de la précédente. Elle fut d'abord religieuse augustine à l'Assomption ou couvent des Haudriettes ou elle fit profession le 26 avril 1659. Elle fut inhumée dans le chœur de l'abbatiale.
- 1675-? : Anne Foucault succède à sa sœur. Elles sont les sœurs de Nicolas-Joseph Foucault, haut fonctionnaire et bibliophile[38].
- 1720 -? : Françoise-Caroline Castel de Saint-Pierre, sœur de Charles-Irénée Castel de Saint-Pierre.
- (1736)-1747:  Charlotte Françoise Castel de Saint-Pierre, religieuse professe de Notre-Dame des Anges à Rouen, nièce de la précédente;
- 1751-1759 : Julie Lenormant
- ?-1791 : Madame Florian, Madame de Brague.

## Sceaux
- En 1357 : sceau en bronze à cran et percement central avec un abbé debout sous un dais, écu à deux sceptres posés en sautoir, présenté comme étant celui de Madeleine d'Elbène. Dimensions : 60 × 37 mm[39].

## Religieuses et personnalités liées à l'abbaye
- Vers 1630, Madame de La Guette (1613-1676), se souvient dans ses Mémoires, être venue avec ses parents sur une invitation de Jeanne Du Puy de Vatan l'abbesse, pour une fausse prise d'habit d'une religieuse, affaire montée de toutes pièces par ses parents et la supérieure[40]
- En 1678, Marie-(Anne), née le (23 avril 1678 à Montauban, née contrefaite et infirme du fait de sa mère Marie de Jassaud, femme de Nicolas-Joseph Foucault, elle est la nièce de l'abbesse Claude de Foucault[41]. Religieuse à l'abbaye Notre-Dame de Gercy, dit aussi Jarcy, novice à 13 ans, prise d'habit en février 1696 avec dot de 500 livres pour le monastère et une rente viagère pour elle de 300 livres.
- En 1702, Anne Foucault, (née le 30 octobre 1688 à Poitiers, nièce de l'abbesse Claude Foucault, entre comme novice à l'abbaye en septembre et y fait profession en 1703.
- Charlotte de Harlay (1612-1688)[42], bénédictine à Gercy, puis en 1616, abbesse de Sainte- Perrine à la Villette-les-Paris[43]
- Charlotte-Rose de Caumont La Force (1650-1724). Protestante, elle se convertit au catholicisme en 1686 et reçoit de Louis XIV une pension de 1 000 écus. Demoiselle de compagnie du Madame de Guise, elle se distingue bientôt à la cour par son esprit et sa grâce. Ses aventures font beaucoup de bruit, surtout celles qu'elle eut avec le comédien Baron et avec le fils du président de Brion. En 1697, en raison de ces rumeurs scandaleuses à son sujet, le roi la force à se retirer à l'abbaye Notre-Dame de Gercy à Varennes-Jarcy à peine de perdre sa pension. C'est à cette époque qu'elle écrit ses mémoires, les Pensées chrétiennes de défunte Mlle de La Force.

## Propriétés et revenus

### Rivières et moulins à eau
- Moulin de Jarcy - Acquis par les religieuses en 1279, moulin à eau destiné à moudre le blé tant pour la farine destinée aux boulangers, qu'une farine pour les bestiaux. Le meunier devait  aller chercher les grains dans la ferme de l'abbaye et moudre dans  les deux jours. Il devait en outre fournir deux pains de 5 livres pour être bénis le jour de Pâques dans l'église abbatiale. Il était composée d'un corps de logis avec deux chambres hautes, un grenier, et des dépendances pour l'écurie, la porcherie, et le poulailler. Le moulin est vendu en 1791 comme bien national à Louis Antoine le Prévost pour une somme de 16 000 livres, puis revendu en 1797 à la famille Bosquillon qui le gardera jusqu'en 1923. Il sera donné en jouissance par un des descendants de cette famille à sa domestique, qui avec sa sœur y exploitèrent une auberge. De nouveaux dégâts furent à déplorer lors des crues de 1910 et 1952. Il existe toujours et sert de salles pour banquets et séminaires.
- Pont sur la rivière d'Yerres, construit en bois, il fut plusieurs fois emporté par les crues. Il est reconstruit en pierre pour partie en 1850.

### Droits
- Les droits de foires et de marché, donnés par Saint Louis vers 1260-1265, furent étendu sur deux jours à la fin du XVe siècle par Louis XII

### Hospices
- Hospice rue du Coq-Saint-Jean, à Paris, vendu avant 1515 par Marguerite de Montmorency[44].

### Terres, fiefs et métairies
- Gercy : 
  - 3 arpents de terre furent donnés par Ferrie, Raoul et André, fils de dame Rancia de Gerciaco, au 13 des calendes de septembre, vers 1213[45].
  - 1 arpent donné sur la paroisse de Gercy par Guy, chevalier, au début du XIIIe siècle [46]

### Dîmes
L'abbaye était décimateur sur la paroisse de Varennes, avec les religieuses de l'abbaye Notre-Dame d'Yerres, le prieur de Saint-Jean-en-l'Isle de Corbeil, et au prieuré de Marolles près de Grosbois .